# Доктор Котар
Доктор Котар (фр. Cottard) — один из центральных персонажей цикла романов Марселя Пруста «В поисках утраченного времени» (далее — «Поиски»).

## Котар в «Поисках»
Котар, парижский доктор, бывший провинциал; один из самых верных участников «кланчика» г-жи Вердюрен, в начале существования которого он, ученик академика медицины Потена, был ещё начинающим врачом и испытывал большие затруднения в светском общении: «Котар никогда не знал, каким тоном нужно отвечать собеседнику, не умел различить, шутит тот или говорит серьёзно. И на всякий случай он добавлял к любому выражению своего лица запрашивающую, прощупывавшую собеседника условную улыбку, выжидательная двусмысленность которой должна была избавить его от упрека в наивности, если бы выяснилось, что с ним шутят».
Впоследствии Котар становится авторитетным специалистом, профессором медицины, но даже будучи выдающимся врачом (в чём семья Рассказчика убедилась во время лечения подростка-Марселя), в остальном он был воплощением глупости и изъяснялся на вульгарном языке затёртых штампов. «Человек может быть умелым в дешифровке знаков в какой-либо одной области, но оставаться глупцом во всех других. Таков Коттар, великий клиницист». Однако в поведении профессора Котара произошли существенные изменения: теперь везде, «за исключением Вердюренов, где он инстинктивно становился самим собой, он был холоден, рад был помолчать, проявлял решительность, когда нужно было говорить, не упускал случая сказать что-нибудь неприятное».
Профессор Котар — секундант несостоявшейся дуэли барона де Шарлю с неким офицером, якобы распространявшим в Бальбеке сплетни об отношениях барона со скрипачом Морелем. Поначалу профессор пришёл в восхищение от того, что будет секундантом, и в ещё более сильное волнение от страха перед предстоящим поединком. Но, узнав, «что опасность миновала, Котар испытал минутное разочарование. Он чуть было не выразил своего возмущения, однако… решил не выражать неудовольствия, тем более что его протест всё равно ничего не изменил бы, но, хотя он и был первейшим трусом, всё-таки проворчал, что есть вещи, которые нельзя спускать, однако добавил, что всё к лучшему, что такое решение его радует». Писатель Бергот говорил про Котара, «что это чёртик в коробочке, пытающийся сохранить равновесие».
Сюжетная линия этого персонажа имеет в «Поисках» незавершённый характер. Об этом свидетельствует эпизод в пятой книге, где сообщается о смерти Котара — устами г-жи Вердюрен на музыкальном вечере Мореля. Но сто страниц спустя, при завершении описания вечера профессор оказывается жив; а в первые месяцы мировой войны на приёмах у госпожи Вердюрен он появлялся «в мундире полковника из спектакля „Остров мечты“, весьма похожий на мундир гаитянского адмирала, а широкий небесно-голубой бант на сукне напоминал форменное платье воспитанниц приюта для девочек». Лишь позднее Котар «умер „лицом к врагу“, как писали газеты, хотя он и не покидал Парижа, но он слишком переутомился для своего возраста». Эпизод с «преждевременной смертью» Котара — одна из позднейших вставок Пруста в текст машинописи готовящейся к изданию «Пленницы», которые он не успел согласовать с ранее написанными эпизодами последних томов «Поисков».

## Прототипы

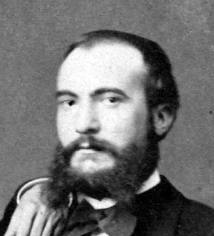
Жюль Котар

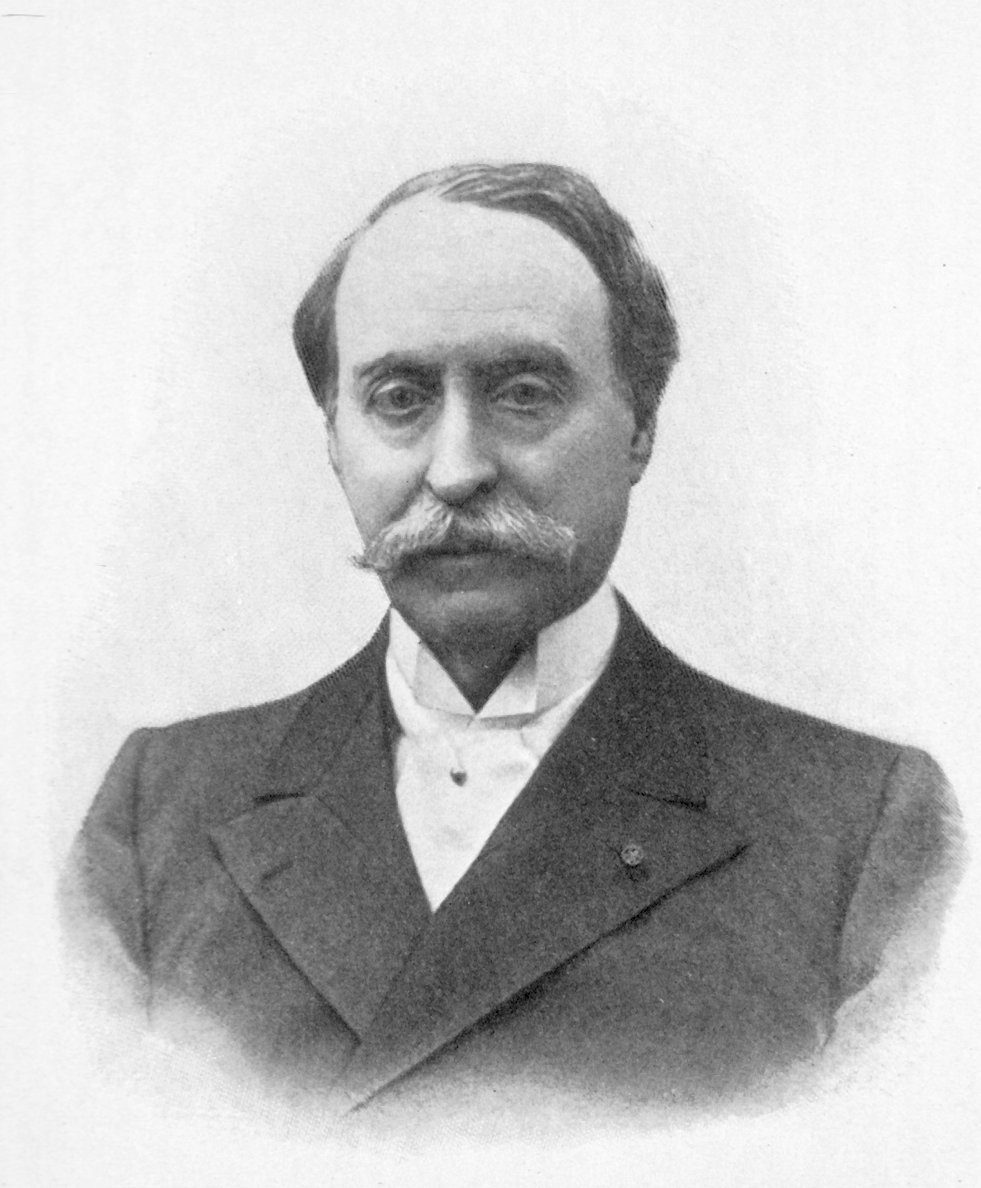
Поль Жорж Дьёлафуа

- Жюль Котар[фр.] (1840—1889), французский невролог и психиатр, который дал свое имя синдрому Котара; он был связан с отцом Пруста на медицинском факультете в Париже.
- Поль Жорж Дьёлафуа (1839—1911), профессор, президент Национальной Академии медицины, который, в свою очередь, также является персонажем «Поисков»[16].
- Профессор Самюэль Поцци (1846—1918), известный французский хирург-гинеколог[17].

## В экранизациях
- Жан-Франсуа Бальмер — «Любовь Свана» Фолькера Шлёндорфа (1984).
- Филипп Морье-Жену — «Обретённое время» Рауля Руиса (1999).
- Филипп Морье-Жену — «В поисках утраченного времени» Нины Компанеец (2011).